# 可足渾皇后 (慕容暐)
可足渾皇后（?—?），尚书令、豫章公可足浑翼之女，前燕末代皇帝幽帝慕容暐的皇后。

## 生平
她是慕容暐母亲可足渾皇太后的堂侄女。建熙十年（369年）四月十五，慕容暐册封可足渾氏为皇后。建熙十一年（370年）十一月，前燕被前秦灭亡后，可足渾皇后可能和她的丈夫一起被安置在前秦的都城长安。史书没有记载慕容暐于384年被杀时她是否仍在世。